# Відра (комуна, Вранча)
Відра (рум. Vidra) — комуна у повіті Вранча в Румунії. До складу комуни входять такі села (дані про населення за 2002 рік):
- Ірешть (1028 осіб)
- Бурка (1654 особи)
- Волошкань (373 особи)
- Відра (1756 осіб)
- Віїшоара (788 осіб)
- Руджет (264 особи)
- Скафарі (413 осіб)
- Тікіріш (559 осіб)
- Шербешть (634 особи)

Комуна розташована на відстані 175 км на північ від Бухареста, 32 км на північний захід від Фокшан, 148 км на південь від Ясс, 103 км на північний захід від Галаца, 103 км на схід від Брашова.

## Історія
В кінці XIX століття село належало до Вранчянського повіту під назвою Путна і складалося з сіл Бурка, Каліману, Відра і Волошкані, в яких проживало 1729 мешканців. У селі було чотири церкви, змішана школа та лікарня з 68 ліжками, заснована в 1887 році. У той час на території сучасної об'єднаної громади також існували села Тіхіріш (у тому ж повіті) та Ірешть (у повіті Герлеле). Село Тіхіріш складалося з сіл Парошу, Ругету і Тіхіріш, в ньому проживало 1013 осіб, було три церкви та промислова школа, відкрита в 1883 році. Село Ірешть мало 1543 мешканців, які жили в 400 будинках у селах Кукуєць, Ірешть і Шербанешть. Тут було дві церкви у селі Ірешть та змішана школа з 24 учнями.
Згідно з "Ануаром Сочек" 1925 року, село Відра було центром повіту Відра того ж Путнанського повіту. У селах Бурка, Каліману, Скафарі, Відра і Волошкані проживало 1570 мешканців. Села Тіхіріш і Ірешть також входили до повіту Відра. Тіхіріш мав таку саму структуру і 985 мешканців. Село Ірешть також мало 1542 мешканців у тих самих селах.
У 1950 році ці три села були включені до Фокшанського району Волинської області, потім (після 1952 року) до Берлінської області і (після 1956 року) до Галацької області. У 1964 році село Парошу з села Тіхіріш було перейменоване на Війшоара. У 1968 році ці села були передані до Вранчанського повіту, а села Ірешть і Тіхіріш були ліквідовані, їхні села були включені до об'єднаної громади Відра. Також в цей час села Каліман і Кукуєць були ліквідовані, об'єднавшись зі селами Відра і Шербешть відповідно.

## Географія
Селом протікає річка Путна.

## Населення
За даними перепису населення 2002 року у комуні проживали 7469 осіб.
Національний склад населення комуни:
| Національність   | Кількість осіб | Відсоток |
| ---------------- | -------------- | -------- |
| румуни           | 7420           | 99,3%    |
| цигани           | 42             | 0,6%     |
| угорці           | 4              | 0,1%     |
| росіяни-липовани | 1              | < 0,1%   |

Рідною мовою назвали:
| Мова      | Кількість осіб | Відсоток |
| --------- | -------------- | -------- |
| румунська | 7464           | 99,9%    |
| угорська  | 2              | < 0,1%   |
| турецька  | 1              | < 0,1%   |

Склад населення комуни за віросповіданням:
| Релігія       | Кількість осіб | Відсоток |
| ------------- | -------------- | -------- |
| православні   | 7408           | 99,2%    |
| адвентисти    | 17             | 0,2%     |
| римо-католики | 16             | 0,2%     |
| старообрядці  | 16             | 0,2%     |
| мусульмани    | 4              | 0,1%     |
| унітарії      | 3              | < 0,1%   |
| реформати     | 2              | < 0,1%   |
| п'ятдесятники | 1              | < 0,1%   |
| бретрени      | 1              | < 0,1%   |

## Зовнішні посилання
- Дані про комуну Відра на сайті Ghidul Primăriilor [Архівовано 27 серпня 2009 у Wayback Machine.]